# Tony Parenti
Tony Parenti (New Orleans, 6 augustus 1900 - New York, 17 april 1972) was een Amerikaanse jazzklarinettist van de dixieland.

## Carrière
Parenti speelde als kind eerst viool en wisselde dan naar de klarinet, waarbij hij snel zo'n grote vorderingen maakte, dat hij mocht invallen voor Alcide Nunez in Papa Jack Laine's band.  Hij speelde vervolgens in Joseph Taverno's Italian Band, daarna bij Alfred 'Baby' Laine (1941), Nick LaRocca en Johnny De Droits Jazz Orchestra, de eerste jazzband, die voor de bovenste klassen in New Orleans speelde. Vanaf 1922 leidde hij een eigen band in het 'Bienville Roof' en van 1922 tot 1924 in het restaurant 'La Vida' in New Orleans, waarmee hij ook opnam onder de naam Anthony Parenti & his Melody Boys. Zijn reputatie was zo goed, dat hij al in 1922 een aanbod kreeg van de trombonist Eddie Edwards om mee te gaan naar Chicago. Toentertijd waren zijn ouders er op tegen en ook een oproep van Paul Whiteman negeerde hij. Pas in 1927 verliet hij New Orleans en ging hij naar New York, waar hij bij Ben Pollack (als vervanger van Benny Goodman), Irving Mills, Paul Ash en de Dorsey-broers speelde. Vanaf 1930 was hij daar bij CBS lid van het Radio City Symphony Orchestra. Van 1938 tot 1944 was hij op tournee met de band van de entertainer Ted Lewis en Muggsy Spanier. In 1944 nam hij op met Sidney Bechet en Max Miller in Chicago.
In 1945 was hij weer in New York, waar hij met Eddie Condon en George Brunies speelde. Daarna had hij in New York zijn eigen band Tony Parenti & his New Orleanians, waarin onder andere Wild Bill Davison, Art Hodes, Pops Foster, Arthur Trappier en Jimmy Archey speelden (vaak in Jimmy Ryans club) en met wie hij ook opnamen maakte. Van 1947 tot 1949 was hij in Chicago, waar hij met Muggsy Spanier (1947) en Miff Mole (1948/1949) speelde en in 1950 in Miami. In 1952 speelde hij zeven weken bij The Dukes of Dixieland van de broers Assunto toen hij New Orleans bezocht en in 1954 als trio met Joe Sullivan en Zutty Singleton. In 1954 was hij weer in New York. In het jaar daarna nam hij op met Red Allen en Tyree Glenn. In 1958 speelde hij bij Louis Armstrong en van 1962 tot 1963 bij de Dukes of Dixieland en in Eddie Condons club, van 1963 tot 1969 met zijn eigen band in de Jimmy Ryans, daarna tot aan zijn dood in zijn eigen club.
Naast klarinet speelde hij ook alt- en tenorsaxofoon. Hij was zijn leven lang gefascineerd door de paardenrensport. Collega-muzikanten vertelden, dat hij bijna elke verdiende dollar uitgaf voor weddenschappen.

## Overlijden
Tony Parenti overleed in april 1972 op 71-jarige leeftijd.

## Discografie
- 1949: Tony Parenti & His Orleanians (Jazzology) met Wild Bill Davison, Jimmy Archey, Art Hodes, George 'Pops' Foster, Arthur Trappier
- ????: Ragtime Jubilee (Jazzology)
- ????: Tony Parenti & His Downtown Boys (Jazzology, 1955–65) met Dick Wellstood, Armand Hug
- 1967: Jean Kittrell Sings the Blues (Jazzology)
- 1971: The Final Bar (Jazzology) met Max Kaminsky, Charlie Bornemann, Bobby Pratt

- Bibliothèque nationale de France: cb13975712q (data)
- Gemeinsame Normdatei: 1178143376
- International Standard Name Identifier: 0000 0000 5517 1908
- Library of Congress Control Number: no93038341
- MusicBrainz: bc34fda6-78bd-4f53-9e97-eaebc3fa7f71
- Nationale Bibliotheek van Tsjechië: ola2002157347
- SNAC: w629381f
- Système universitaire de documentation: 181738570
- Virtual International Authority File: 34651560
- WorldCat: E39PBJckPvXWjx3PQK4BB4Y773